# AL-7 (エンジン)

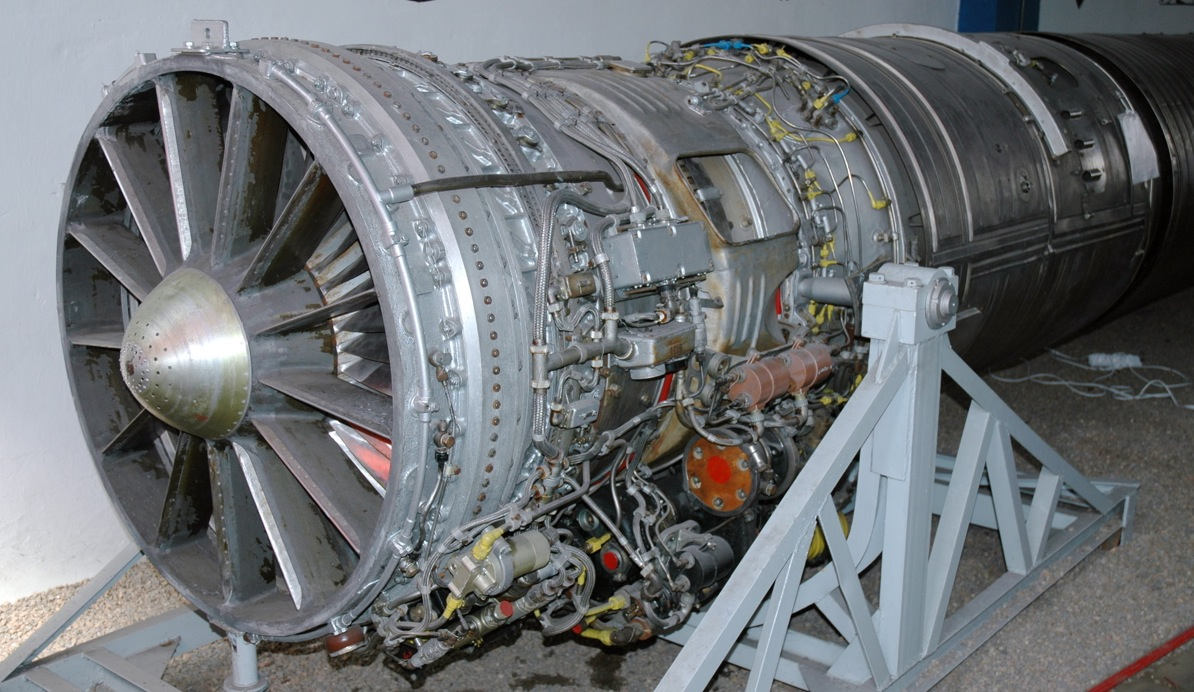
リューリカ AL-7F ターボジェットエンジン
(ポーランド航空博物館)

リューリカ AL-7はリューリカ設計局のアルヒープ・ムィハーイロヴィチ・リューリカが設計、生産したターボジェットエンジンである。超音速の空気流が最初の圧縮機を流れる。1952年に試作されたTR-7試作機は推力6,500 kgf (14,330 lbf, 63.7 kN)だった。エンジンは当初、イリューシンのIl-54爆撃機に搭載された。アフターバーナー付はAL-7Fは1953年に製作された。1957年にはSu-7にAL-7Fが搭載され、高度18000m(70,900 ft)でマッハ2に到達した。また、Su-7BとSu-9にもAL-7Fが搭載された。更に1960年、Tu-128に搭載されKh-20巡航ミサイルにも搭載された。ベリエフ Be-10ジェット飛行艇にはアフターバーナーのないステンレス鋼製の圧縮機ブレードを使用したAL-7PBが搭載された。

## 仕様
- タイプ:アフターバーナー付ターボジェット
- 圧縮機:9段軸流式
- 推力：
- 67.1 kN (15,075 lbf) ミリタリーパワー
- 98.1 kN (22,050 lbf) アフターバーナー使用時
- 圧縮比 : 9.5:1
- タービン温度 : 860℃ (1,580°F)
- 推力毎の1時間あたりの燃料消費 : 98.9 kg/(h·kN) (0.97 lb/(h·lbf))